# Гончаров, Степан Фёдорович
Степа́н Фёдорович Гончаро́в (23 декабря 1878 — 23 октября 1914) — полковник лейб-гвардии Семёновского полка, герой Первой мировой войны.

## Биография
Православный. Из дворян Воронежской губернии.
Окончил Орловский Бахтина кадетский корпус (1897) и 3-е военное Александровское училище по 1-му разряду (1899), откуда выпущен был подпоручиком с зачислением по армейской пехоте и с прикомандированием к лейб-гвардии Семёновскому полку. 17 сентября 1900 года переведен в тот же полк.
Произведен в поручики 6 декабря 1903 года, в штабс-капитаны — 6 декабря 1907 года, в капитаны — 6 сентября 1911 года. Окончил курс Офицерской стрелковой школы «успешно».
В Первую мировую войну вступил в должности командира 13-й роты. Удостоен ордена Св. Георгия 4-й степени
За то, что в бою 10 октября 1914 года под ф. Градобице с беззаветной храбростью, увлекая своим порывом 13-ю роту, атаковал заблаговременно и сильно укрепленную неприятельскую позицию. Идя во главе роты, не добежал до окопов, будучи сражен пулей в голову. Рота ворвалась в окопы, завершив дело успехом.
Посмертно произведен в полковники 5 апреля 1915 года «за отличия в делах против неприятеля».

## Награды
- Орден Святого Станислава 3-й ст. (ВП 27.05.1906)
- Орден Святой Анны 3-й ст. (1909)
- Орден Святого Владимира 4-й ст. (1913)
- Орден Святого Станислава 2-й ст. (ВП 28.05.1914)
- Орден Святой Анны 2-й ст. с мечами (ВП 28.10.1914)
- мечи и бант к ордену Св. Владимира 4-й ст. (ВП 26.02.1915)
- Орден Святого Георгия 4-й ст. (ВП 14.06.1915)